# Guido De Unterrichter
Guido De Unterrichter (Fucine d'Ossana, 16 dicembre 1903 – Trento, 11 giugno 1979) è stato un politico italiano.

## Biografia
Guido de Unterrichter nacque a Fucine d'Ossana da Arturo De Unterrichter e Santa Belli, e da giovane fu legato all'associazionismo cattolico trentino. Nel 1926 si laureò in ingegneria civile all'Università di Torino.
Durante la Resistenza fece parte del Comitato di Liberazione Nazionale della provincia di Trento e dopo la guerra fu uno dei fondatori della Democrazia Cristiana locale.
Fu membro del Consiglio della Provincia autonoma di Trento e della regione Trentino-Alto Adige dal 1948 al 1952.
Dal 1951 al 1954 fu presidente dell'Automobile Club Trento.
Fu senatore dal 1958 al 1968 (III e IV Legislatura). 
Nel 1961 subì un'autorizzazione a procedere per la violazione dell'art. 102 comma 7 del codice della strada (circolazione con targa non chiaramente e integralmente leggibile).
La sorella Maria De Unterrichter fu moglie di Angelo Raffaele Jervolino.